# テーブルテニス (コンピュータゲーム)
『テーブルテニス』（Rockstar Games presents Table Tennis）はロックスター・サンディエゴが開発、アメリカのロックスター・ゲームスとテイクツー・インタラクティブによりアメリカで2006年5月23日に発売され、その後各国に発売された。実在するスポーツ「卓球」をプレイするスポーツゲームである。略称は『TT』。

## 概要
ロックスター・ゲームスは発表当初は元々Xbox 360版向けに開発されていた作品であったが、後にWii版が発売され日本版も発売日が正式に決定された。
基本的には相手（NPC）に打たせない（負けない）ようにするために様々な技などを使用する事ができる作品である。Wii版ではWiiリモコンを振ると打てるなどリアルな形へと進化し移植された。
正式名称は『ロックスター・ゲームス プレゼンツ: テーブルテニス』である。
ロックスター・ゲームスとは基本的にはグランド・セフト・オートシリーズやマックスペインシリーズ、マンハントシリーズ、『L.A.ノワール』などの「CERO:Z（18才以上のみ対象）」や「ESRB:M（17歳以上）」の成人向けのオープンワールド型クライムアクションゲームを発売されているため今作のような子ども（未成年者）も気軽にプレイ出来るような卓球のゲームソフトを発売するのは、世界中で注目を呼んだ。
また現在では主に『グランド・セフト・オートIV』や『グランド・セフト・オートV』、『レッド・デッド・リデンプション2』、『マックスペイン3』などのゲームに使用している「ロックスター・アドバンスド・ゲーム・エンジン」（略称:RAGE）が初めて使用されるロックスターのゲームである。

## ゲームシステム
『テーブルテニス』には「トレーニング」、「トーナメント」、「エキシビション」の3つのゲームモードと19種類の会場（アリーナ）がある。
観客
試合中などで技を決め、得点などを入れると観客から声援や褒め言葉などを発してもらえる事もある。

### 主なゲームモード
トレーニング
基本的にはプレイヤーは、「トレーニングモード」を行う事になる。試合では無いためショット、スマッシュや他の技などの実在する技で練習する事などができる。
トーナメント
「トーナメントモード」は試合形式のため難易度別と変更されており、場合によっては試合が長時間に達する場合がある。
エキシビション
「エキシビションモード」は試合形式であり対戦型で行う事が出来る。

## 登場する主人公
プレーヤーは、男女を合わせて全11人のキャラクターからプレイヤー自身で1人選択が出来るが、1人1人に打ち方や技などの個性（特徴的なもの）があり、その技にも得意な部分（打ちやすい部分）や不得意（打ちにくい部分など）もある。
最初から全員は居ないため、試合形式のゲームモードに勝つことで徐々にアンロックされる。
また全11人の主人公はロックスター・ゲームスが作成されたオリジナルのキャラクターであるため、実在する選手は登場しない。

## マルチプレイモード
インターネットに繋がると世界中のプレイヤーとバトルする事ができ、Xbox Liveなどのオンラインモードにも対応。
アリーナでの「試合」または「時限トーナメント」「シングルエリミネーションタイムトーナメント」あり、オンラインでは4人または8人のプレイヤーが与えられた時間制限で終了する試合に直接オンライン参加をすることが出来る。
終了後も1試合だけ観戦するのではなく次のラウンドに進む事が出来る。